# Fran Višnar
Fran Višnar (Skoplje, 8. lipnja 1951. – Zagreb, 31. svibnja, 2015.),  bio je hrvatski politolog, novinar, publicist i vojni analitičar.
Pisao je za Studentski list, dvotjednik Start i tjednik Danas, te dnevne novine Vjesnik. Na Filozofskome fakultetu Sveučilišta u Zagrebu predavao je predmet Općenarodna obrana i društvena samozaštita. Bio je redoviti komentator na Hrvatskoj radioteleviziji i ostalim elektroničkim medijima u Hrvatskoj i okružju.
Novinar Pero Zlatar pohvalio je Višnara u svojoj knjizi Albanija u eri Envera Hoxhe, te navodi kako je Višnar spomenut u knjizi Envera Hoxhe Titovci (alb. Titistët).

## Djela
- Pustinjska oluja: ratno izvješće iz Zaljeva, Radio 101, Zagreb, 1991.
- Špijunaža i kontrašpijunaža: primjeri iz suvremene prakse, Alfa, Zagreb, 1991.
- Hrvatska između agresije i mira, AGM, Zagreb, 1994. (suautori: Zvonimir Baletić,  Josip Esterajher, Milan Jajčinović, Mladen Klemenčić, Anđelko Milardović i Gorazd Nikić)[5] (engl. izd. Croatia between aggression and peace, AGM, Zagreb, 1994., franc. izd. La Croatie entre l'agression et la paix, AGM, Zagreb, 1994.)

## Vanjske poveznice
- Fran Višnar, članci na monitor.hr  Arhivirana inačica izvorne stranice od 15. srpnja 2013. (Wayback Machine)
- (engl.) Croatia between aggression and peace  Arhivirana inačica izvorne stranice od 29. srpnja 2013. (Wayback Machine) na HIC-u.